# Holacanthus bermudensis
Holacanthus bermudensis là một loài cá biển thuộc chi Holacanthus trong họ Cá bướm gai. Loài này được mô tả lần đầu tiên vào năm 1876.

## Từ nguyên
Từ định danh của loài được đặt theo tên của Bermuda (hậu tố –ensis biểu thị nơi chốn). Vì có hình dáng và kiểu màu tương tự, loài này trước đây được xem là một phân loài của Holacanthus ciliaris ở Bermuda.

## Phạm vi phân bố và môi trường sống
H. bermudensis có phạm vi phân bố tập trung ở Tây Bắc Đại Tây Dương. Từ bờ biển bang North Carolina và Bermuda ở ngoài khơi, loài này được ghi nhận dọc theo bờ biển phía đông nam Hoa Kỳ và trải dài khắp bờ biển vịnh México (đến Yucatán), và từ Bahamas và quần đảo Turks và Caicos trải dài đến Cộng hòa Dominica, Puerto Rico và quần đảo Virgin. Nhiều cá thể lang thang đã được nhìn thấy ở phía bắc đến bang New Jersey.
Loài này sống xung quanh các rạn san hô và đá ngầm ở độ sâu khoảng từ 2 đến 92 m, nhưng thường được quan sát phổ biến ở độ sâu trong khoảng 5–25 m; cá con sống ở các rạn san hô ở gần bờ.

## Mô tả
H. bermudensis có chiều dài cơ thể tối đa được biết đến là 45 cm, nhưng thường được ghi nhận ở chiều dài khoảng 35 cm.
Cá con H. bermudensis có màu xanh lam thẫm (trừ vùng đầu, xung quanh vây ngực và bụng có màu vàng) với vây đuôi màu vàng. Một dải màu đen viền xanh óng băng qua mắt. Vùng thân xanh thẫm có ba vạch màu xanh óng nổi bật (khoảng giữa các vạch này có các vạch xanh tương tự nhưng kém nổi bật hơn). Cá con H. ciliaris lại rất giống với H. bermudensis đến mức, cách duy nhất để phân biệt giữa hai loài là độ cong của các vạch màu xanh óng trên cơ thể. Các vạch trên cơ thể của H. bermudensis có xu hướng thẳng hơn so với H. ciliaris.
Cá trưởng thành H. bermudensis tổng thể có màu nâu pha xanh lam. Trên mang có các ngạnh màu xanh lam. Chóp các vây hậu môn và vây đuôi có màu vàng. Vây ngực màu lam nhạt với một dải vàng ở giữa vây. Vây lưng và vây hậu môn có viền màu xanh lam. Vây bụng màu vàng tươi. Vây đuôi màu xanh lam, rìa vây đuôi có màu vàng. Cá trưởng thành của H. ciliaris có kiểu màu tương đồng với H. bermudensis, nhưng H. ciliaris có vây đuôi hoàn toàn màu vàng và một vệt đốm đen viền xanh lam trên trán.
Số gai ở vây lưng: 14; Số tia vây ở vây lưng: 19–21; Số gai ở vây hậu môn: 3; Số tia vây ở vây hậu môn: 20–21; Số tia vây ở vây ngực: 19; Số gai ở vây bụng: 1; Số tia vây ở vây bụng: 5.

## Sinh thái
Thức ăn chủ yếu của H. bermudensis là hải miên (bọt biển) và những loài thủy sinh không xương sống nhỏ ở đáy biển, đôi khi có cả san hô và tảo.

### Lai tạp
H. bermudensis và H. ciliaris là hai loài có cùng khu phân bố (sympatric species), và vì vậy, chúng thường tạo ra những cá thể lai giữa nhau. Con lai giữa hai loài này đã từng được xem là một loài riêng biệt và được mô tả với danh pháp là H. townsendi (thường được gọi là cá thiên thần Townsend).
Cá Townsend đã được ghi nhận tại ngoài khơi vịnh México, bang Florida, Bahamas và Bermuda, là những nơi mà H. bermudensis và H. ciliaris cùng xuất hiện. Tuy nhiên, Townsend sau đó còn được ghi nhận thêm tại ngoài khơi thị trấn Puerto Morelos, México (nằm bên bờ biển Caribe), cũng như tại bờ biển Honduras và Costa Rica. Điều này dẫn đến suy đoán rằng, H. bermudensis đã mở rộng phạm vi về phía nam đến biển Caribe.

### Sinh sản
H. bermudensis trưởng thành thường được quan sát là bơi thành từng cặp suốt quanh năm. Đến thời điểm sinh sản, cả hai bơi hướng lên trên, áp hai phần bụng lại gần nhau, đồng thời giải phóng một lượng lớn trứng và tinh trùng. Một con cá cái có thể phóng từ 25.000 đến 75.000 trứng vào mỗi tối và có thể lên tới 10 triệu trứng trong mỗi chu kỳ sinh sản. Trứng trong suốt và có độ nổi.
Trứng nở trong vòng 15 đến 20 giờ sau đó. Những cá thể giai đoạn tiền ấu trùng được bọc trong một túi noãn hoàng lớn. Mất khoảng 48 giờ sau để hấp thụ hết noãn hoàng, chúng phát triển thành cá bột thực sự và bắt đầu kiếm ăn trên các sinh vật phù du. Cá bột sinh trưởng nhanh và khoảng 3–4 tuần sau đó, chúng sẽ bơi xuống đáy biển.
Cá con H. bermudensis có tính lãnh thổ. Chúng có thể thiết lập những "trạm vệ sinh", nơi những loài cá lớn hơn bơi đến để được H. bermudensis loại bỏ ký sinh và mô chết ra khỏi cơ thể.

## Thương mại
H. bermudensis là một trong những loài được đánh bắt phổ biến trong ngành thương mại cá cảnh.